# Charlevoix Airport
Charlevoix Airport (franska: Aéroport de Charlevoix) är en flygplats i Kanada.   Den ligger i regionen Capitale-Nationale och provinsen Québec, i den östra delen av landet, 500 km nordost om huvudstaden Ottawa. Charlevoix Airport ligger 297 meter över havet.
Terrängen runt Charlevoix Airport är varierad. Havet är nära Charlevoix Airport åt sydost. Trakten är glest befolkad. Närmaste större samhälle är La Malbaie, 8,2 km nordost om Charlevoix Airport.